# برينت وارد
برينت وارد (بالإنجليزية: Brent Ward)‏ هو لاعب اتحاد الرغبي نيوزيلندي، ولد في 14 مايو 1979 في أوكلاند في نيوزيلندا.